# Илија Кецмановић
Илија Кецмановић, рођен 24. јула 1902. године у Босанској Костајници, је босанскохерцеговачки књижевни историчар и критичар.

## Биографија
Рану младост провео је у Бањој Луци, где је завршио основну и средњу школу. Студирао је у Београду, Загребу, Бечу и Паризу. Дипломирао је 1925. године на Филозофском факултету у Београду, на којем је 1957. стекао и докторат наука одбранивши дисертацију Живот и dело С. С. Крањчевића. Каријеру средњошколског наставника почео у Бањој Луци 1928. године а наставио у Панчеву, Сарајеву, Београду и Новом Саду. 1933. године је ухапшен и отпуштен из државне службе у Београду због умножавања и растурања летака против државног уређења. Касније се поново запослио у Београду, па у Бањој Луци. Почетком рата 1941. са породицом одведен у концентрациони логор у Цапрагу, али се успео пребацити у Србију. Као припадник НОП-а, преко Барија и Сплита, вратио се у побуњену Босну па у тек ослобођено Сарајево, гdе постаје уредник културне рубрике Ослобођења, а одма затим помоћник министра просвете БиХ, па ректор Више педагошке школе у Сарајеву (1946-1947), управник Народне библиотеке БиХ (1947-1951).
Пре рата, са Ником Милићевићем, покренуо у Сарајеву напредни "месечник за културне проблеме" Југословенску ревију (1930). Био је такође уредник београдског издавачког предузећа Космос (1937-1938), после рата уредник Прегледа (1946-1948), Бразде (1950-1951), Енциклопедије Југославије за БиХ (од 1951), Живота (1954-1956). Председник Удружења књижевних преводилаца БиХ (до 1963), председник Савеза књижевних преводилаца Југославије (1963-1966), члан АНУБиХ, члан П.Е.Н. клуба.
1930-их година био је заговорник социјалне литературе, од књижевне критике тражио да књижевност посматра у контексту "многобројних чињеница везаних за наше доба", залагао се за напредну друштвену мисао у књижевности и култури. Као књижевни хисторичар, писао о низу српских писаца 19. стољећа (о Вуку, Његошу, Марковићу, Лазаревићу, Сремцу, Матавуљу), о личностима и појавама из књижевне и културне прошлости БиХ (о И. Ф. Јукићу, Мартићу, Крањчевићу, Ћоровићу, Кочићу, Шантићу, Гаћиновићу, и др.). Преводио са немачког, француског и руског. Сарађивао у листовима и часописима Млада Босна, Југословенска ревија, Живот и рад, Глас југословенског професорског друштва, Преглед, Израз, Живот, Ослобођење, Књижевне побуне, Борба, Политика, НИН, и др.
Умро је 1975. године.